# Adam Siemaszko
Adam Siemaszko (ur. 26 marca 1905 w Moskwie, zm. 20 stycznia 1993 w Warszawie) – polski rzeźbiarz i grafik.

## Życiorys
Urodził się 26 marca 1905 w rodzinie Michała i Marii z Pisanków (1874–1933). W latach 1914–1921 mieszkał w Niżnym Tagilu, gdzie od 1918 pracował jako robotnik w miejscowej fabryce. W 1922 przyjechał do Warszawy, gdzie do1926 uczęszczał do Miejskiej Szkoły Sztuk Zdobniczych i Malarstwa. Następnie w latach 1926–1933 uczył się w pracowni rzeźby prof. Tadeusza Breyera w Akademii Sztuk Pięknych w Warszawie. Specjalizował się m.in. w karykaturach rzeźbiarskich. Od 1927 jego prace wystawiano w Zachęcie oraz w Instytucie Propagandy Sztuki. W 1928 jego rzeźba Jan Kilińska zdobyła IV nagrodę w konkursie na głowy wybitnych Polaków. W latach 1931–1932 odbył służbę wojskową w Szkole Podchorążych w Śremie. W latach 1931–1939 był kierownikiem artystycznym czasopisma Podchorąży, w latach 1934–1939 pisma Promień Słońca. 22 czerwca 1933 ożenił się z Zofią z Budzyńskich. Wraz z żoną w 1939 był współautorem dekoracji na statkach MS Sobieski i MS Chrobry. W 1937 uczestniczył w Międzynarodowej Wystawie „Sztuka i Technika w obecnych czasach” w Paryżu, gdzie otrzymał Złoty Medal za wykonanie modelu twierdzy w Zamościu i Złoty Medal za Orły-Światowidy, rzeźby wykonane w blasze miedzianej do Pawilonu Polskiego. Zaprojektował plakat Do broni! Zwarci i zjednoczeni zwyciężymy wroga. Był członkiem Związku Zawodowego Artystów Rzeźbiarzy.
Po agresji ZSRR na Polskę jako podporucznik rezerwy znalazł się w niewoli radzieckiej. Trafił do obozu w Starobielsku, ale w wyniku wymiany jeńców znalazł się w obozie oficerskim w Murnau, gdzie działał tu w teatrze obozowym, projektował scenografie do przedstawień, w latach 1940–1945 zaprojektował i wykonał drewniany ołtarz do kaplicy obozowej. Do Warszawy powrócił w 1946. W latach 1946–1970 pracował jako kierownik artystyczny i ilustrator w redakcji czasopisma Radio i Telewizja. Za projekt architektoniczny wnętrza i kolorystyki Pawilonu Przemysłu Ciężkiego na Wystawie Ziem Odzyskanych we Wrocławiu otrzymał Srebrny Krzyż Zasługi. W latach 1958–1974 kierował Pracownią Plastyczną w Studio Miniatur Filmowych w Warszawie, w latach 1960–1964  wykładał na Wydziale Architektury Politechniki Warszawskiej. W 1962 współpracował przy projekcie ratowania świątyni Abu Simbel nad Nilem. W latach 1967–1970 był projektantem w Przedsiębiorstwie Państwowym „Jubiler”. Po przejściu na emeryturę wykonywał liczne prace w metalu i ceramice oraz medale.
Zmarł 20 stycznia 1993 w Warszawie. Pochowany został na cmentarzu Powązkowskim (kwatera 155b-1-8,9). Opiekę nad spuścizną po małżeństwie Siemaszków sprawują Marianna Sankiewicz-Budzyńska i Gustaw Budzyński.

## Ordery i odznaczenia
- Srebrny Krzyż Zasługi (26 października 1949)[6]

## Wybrane Dzieła
- Hocki Klocki, 1930.
- Karykatura Marszałka Józefa Piłsudskiego, 1931.
- Jamnik, lata 50. XX wieku.
- Medal z okazji nadania Szkole Podstawowej nr 9 w Warszawie imienia Generała Grota-Roweckiego, 1984.